# Hjocshang park állomás
Hjocshang (Hyochang) park állomás a szöuli metró 6-os és Kjongi‑Csungang (Gyeongui‑Jungang) vonalának állomása, mely Jongszan-ku (Yongsan-gu) kerületben található.

## Viszonylatok
| 6-os vonal                               | 6-os vonal   | 6-os vonal                                                      |
| ---------------------------------------- | ------------ | --------------------------------------------------------------- |
| Kongdok (Gongdeok) Ungam (Eungam) felé   | 6-os vonal   | Szamgakcshi (Samgakchi) Sinne (Sinnae) felé                     |
| Kjongi–Csungang (Gyeongui–Jungang)       |              |                                                                 |
| Kongdok (Gongdeok) Munszan (Munsan) felé | személyvonat | Jongszan (Yongsan) Jongmun (Yongmun), Csiphjong (Jipyeong) felé |